# Hicham Qandil
Hicham Qandil ou Hecham Qandil (en arabe : هشام قنديل), né le 17 septembre 1962, est un homme d'État égyptien. Issu des Frères musulmans, il est nommé Premier ministre le 24 juillet 2012 en remplacement de Kamal al-Ganzouri. Le 1er août 2012, il forme son gouvernement.
Le 3 juillet 2013, un tribunal le destitue de son poste de Premier ministre. Il quitte officiellement ses fonctions le 8 juillet.
Après la chute du président islamiste Mohamed Morsi et le coup d'État militaire qui s'ensuit en juillet 2013, il est condamné en septembre de la même année à un an de prison (assorti d'une interdiction de quitter le pays) pour n'avoir pas fait exécuter un jugement annulant la privatisation d'une compagnie publique dans les années 1990. Fin décembre, il est arrêté après avoir essayé de s'enfuir au Soudan. Il est finalement libéré en juillet 2014.
En 2023, il assiste aux obsèques de la sœur de l'ancien Premier ministre égyptien Essam Charaf.